# Thung Khru
Thung Khru (in thailandese: ทุ่งครุ) è uno dei 50 distretti (khet) della città di Bangkok, in Thailandia.